# Меч Сталинграда
1. Меч Сталинграда в музее обороны Царицына-Сталинграда. 1953
2. Меч Сталинграда в Музее-заповеднике «Сталинградская битва». 2014

Меч Сталингра́да (англ. The Sword of Stalingrad) — наградной (церемониальный) меч, украшенный драгоценными металлами и камнями. Выкован по специальному указу короля Великобритании Георга VI в знак восхищения британского народа мужеством, проявленным советскими защитниками Сталинграда во время битвы за город. Вручён 29 ноября 1943 года премьер-министром Великобритании Уинстоном Черчиллем Маршалу Советского Союза Иосифу Сталину в присутствии президента США Франклина Рузвельта и почётного караула на церемонии, приуроченной к открытию Тегеранской конференции. Экспонируется в музее Сталинградской битвы в Волгограде.

## Технические характеристики
Клинок меча — обоюдоострый, остроконечный, выпуклый, без дола, модели «Крестоносец» (англ. Crusader), выкован вручную из первоклассной шеффилдской стали. Длина клинка — 36 дюймов (около 91,4 см). По клинку кислотой вытравлены надписи на русском и английском языках:
ГРАЖДАНАМ СТАЛИНГРАДА • КРЕПКИМ КАК СТАЛЬ • ОТ КОРОЛЯ ГЕОРГА VI • В ЗНАК ГЛУБОКОГО ВОСХИЩЕНИЯ БРИТАНСКОГО НАРОДА

TO THE STEEL-HEARTED CITIZENS OF STALINGRAD • THE GIFT OF KING GEORGE VI • IN TOKEN OF THE HOMAGE OF THE BRITISH PEOPLE

Рукоять покрыта оплёткой из 18-каратной золотой проволоки. В торце головки из горного хрусталя — золотая роза Тюдоров. Гарда выполнена из чистого серебра. Позолочённые дужки гарды, загнутые в сторону клинка, выполнены в виде стилизованных голов леопардов. Размах дужек — около 25,4 см. Общая длина меча — около 122 см. Ножны — малинового цвета, из крашеной каракульчи (по некоторым источникам — из сафьяновой кожи) — декорированы посеребрённым королевским гербом, короной и вензелем, пятью серебряными накладками и тремя пятиконечными рубиновыми звёздами в золотой оправе.
Меч считается одним из шедевров кузнечного оружейного ремесла современной эпохи.

## Изготовление
Эскиз меча выполнен оксфордским профессором (доном) изящных искусств Р. М. Й. Глидоу (англ. R. M. Y. Gleadowe) и одобрен лично королём Георгом VI. За ходом работ по изготовлению меча наблюдала комиссия из девяти экспертов от Гильдии золотых дел мастеров Великобритании. Русскую редакцию дарственной надписи выполнил специалист по славянской иконографии, президент кембриджского Пембрук-колледжа сэр Эллис Ховелл Миннз.
Меч изготовлен на заводе компании Wilkinson Sword кузнецами-оружейниками Томом Бизли (англ. Tom Beasley) и Сидом Роузом (англ. Sid Rouse), каллиграфом Мервином С. Оливером и серебряных дел мастером капралом Королевских ВВС Великобритании Лесли Дж. Дарбином (англ. Leslie G. Durbin). Сталь для клинка поставлена шеффилдской фирмой Sanderson Brothers and Newbould.
Осуществление проекта — от эскиза до готового меча — заняло около трёх месяцев.
23 февраля 1943 года в газете «Правда» были опубликованы телеграмма короля Великобритании Георга VI Председателю Президиума Верховного Совета СССР М. И. Калинину, в которой он упоминает о своём приказе об изготовлении меча, и ответная телеграмма Калинина: 

Телеграмма Короля Великобритании Георга VI Председателю Президиума Верховного Совета Союза Советских Социалистических Республик М. И. Калинину
Сегодня я и мои народы присоединяемся к народам Советского Союза в искреннем воздании должного героическим качествам и великолепному руководству, благодаря которым Красная Армия в своей борьбе против наших общих врагов своими славными победами вписала новые страницы в историю. Упорное сопротивление Сталинграда повернуло события и послужило предвестником сокрушительных ударов, которые посеяли смятение среди врагов цивилизации и свободы. Для того, чтобы отметить глубокое восхищение, испытываемое мной и народами Британской Империи, я отдал приказ об изготовлении почётного меча, который я буду иметь удовольствие преподнести городу Сталинграду. Я надеюсь, что в грядущие счастливые дни этот дар будет напоминать о несгибаемом мужестве, в котором город-воин закалялся в борьбе против сильных и упорных атак своих врагов, и что он будет символом восхищения не только народов Британской империи, но и всего цивилизованного мира.
Георг.
Лондон, 21 февраля 1943 г.

Телеграмма Председателя Президиума Верховного Совета СССР М. И. Калинина Королю Великобритании Георгу VI
Прошу Вас, Ваше Величество, принять мою искреннюю благодарность за Ваше послание, содержащее столь высокую оценку достижений Красной Армии в её борьбе против нашего общего врага. Многочисленные проявления дружественных чувств британского народа по отношению к Красной Армии являются свидетельством прочности боевого союза между нашими странами. Я сообщил властям гор. Сталинграда о Вашем решении преподнести этому городу изготовляемый по Вашему приказу почётный меч, который, несомненно, будет принят участниками обороны Сталинграда, как и народами всего Советского Союза, с благодарностью, как символ братства по оружию между народами Великобритании и Советского Союза.
Михаил Калинин.
Москва, Кремль. 22 февраля 1943 года

## Вручение

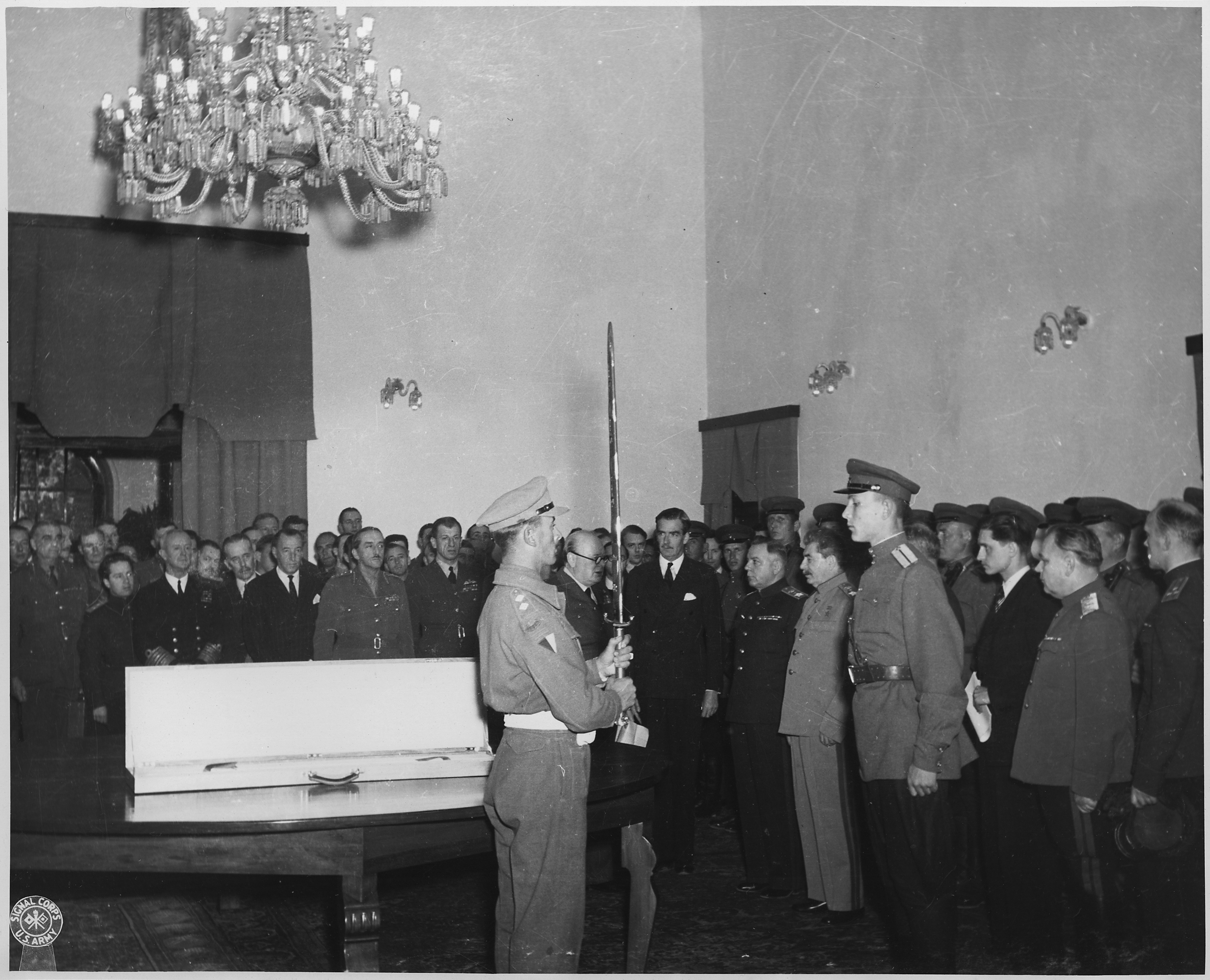
Вручение меча в ходе Тегеранской конференции

Официальное вручение меча состоялось в советском посольстве в Тегеране в ходе встречи представителей Большой тройки, посвящённой обсуждению планов Нормандской операции («Оверлорд»).
29 ноября 1943 года, после трёхчасовой задержки, главы правительств и сопровождавшие их делегации собрались в конференц-зале посольства СССР в Иране. Вдоль стен зала друг напротив друга выстроились советский и британский почётные караулы. Британцы держали у ноги карабины с примкнутыми штыками, советский расчёт выстроился с автоматами ППШ (без магазинов) на груди. Иосиф Сталин в мундире маршала Советского Союза и Франклин Рузвельт (в штатском) находились в зале.
При появлении Уинстона Черчилля в синей форме коммодора Королевских ВВС Великобритании советский военный оркестр исполнил несколько тактов британского и советского государственных гимнов — «Боже, храни Короля» и «Интернационал». Сталин приветствовал гимны воинским приветствием. Посмотрев на него, руку к голове поднёс в приветствие и премьер-министр Великобритании. Стоявшие рядом со Сталиным Ворошилов (по правую руку) и Молотов (по левую) выслушали гимны без выполнения воинского приветствия. Затем Сталин и Черчилль, стоявшие рядом со столом заседаний на «советской» стороне церемонии, обменялись рукопожатиями, после чего Черчилль надел очки и стал разворачивать листки с речью. Одновременно с этим от британской стороны к столу приблизился офицер британского почётного караула, державший меч в ножнах, остриём вверх, двумя руками за рукоять. От советской стороны подошёл и встал напротив британца офицер советского караула.
Черчилль обратился к Сталину со словами: «Мне поручено преподнести вам этот почётный меч в знак глубокого восхищения британского народа» (англ. I am commanded to present this sword of honor as a token of homage of the British people). Пока его слова переводил переводчик, Черчилль снял очки; в это время британский офицер почётного караула направился к Черчиллю, опустив меч горизонтально, и протянул его премьер-министру. Черчилль слегка замешкался, поскольку в левой руке по-прежнему держал бумаги, но, положив бумаги на стоявший рядом стол, принял меч и тут же, улыбаясь, вручил его Сталину.
Сталин, поцеловав ножны, вполголоса поблагодарил британского премьер-министра. Черчилль дружески махнул рукой, возможно, сказав «Пожалуйста!» (англ. You are welcome!). В это время Сталин, повернувшись к стоявшему справа от него Ворошилову и желая то ли показать меч, то ли передать его, неловко наклонил подарок рукоятью вниз, и тяжёлый меч, выскользнув из ножен, ударился головкой рукояти о ковёр. Ворошилов попытался подхватить выпадающий меч, но не успел этого сделать. После инцидента меч вернули в ножны и передали Ворошилову, затем Сталин и Черчилль вторично обменялись рукопожатиями. Черчилль также пожал руку Ворошилову.
Ворошилов пригласил офицера советского почётного караула и вручил ему подарок короля Георга. Офицер взял меч на караул остриём вниз, слегка задев при этом ножнами стол, развернулся «кругом» и, сделав несколько шагов строевым шагом, занял своё место в шеренге почётного караула. Проводив его взглядами, Сталин и Черчилль в сопровождении других членов союзных делегаций проследовали в противоположный от входа конец зала, где находились Рузвельт и члены американской делегации.
Рузвельт, сидя в кресле на колёсах, осмотрел вынутый из ножен меч (ножны при этом держал стоявший рядом Черчилль), прочёл надпись и произнёс: «Воистину, у них были сердца из стали» (англ. Truly they had hearts of steel). Меч в это время находился остриём вправо от Рузвельта, в то время как стоявший с ножнами Черчилль стоял от Рузвельта слева. Рузвельт, продолжая что-то говорить, развернул меч в воздухе и вложил в ножны, подставленные Черчиллем. Подошедший Ворошилов помог надвинуть ножны на меч и, приняв его из рук Рузвельта, передал офицеру советского почётного караула.

## Местонахождение
До передачи в дар Советскому Союзу меч экспонировался с религиозными почестями в нескольких храмах Великобритании, включая Вестминстерское аббатство (церемония, ставшая ключевой сценой в военной трилогии Ивлина Во «Меч почёта»).
В период Холодной войны меч  трижды возвращался в Великобританию для показа на различных выставках. Ныне меч Сталинграда — экспонат музея Сталинградской битвы в Волгограде.